# Mé el Aïn
Mé el Aïn (ماء العين; Engels: Who Do I Belong To) is een Tunesisch-Frans-Canadese dramafilm uit 2024, geschreven en geregisseerd door Meryam Joobeur en haar speelfilmdebuut. De film is gebaseerd op het gelijkaardige scenario van haar bekroonde korte film Ikhwène (Brotherhood) maar bevat enkele belangrijke verhaalverschillen, waaronder het veranderen van het centrale personage van een vader in een moeder.

## Verhaal
Aïcha is een vrouw in Tunesië wier zoon terugkeert van gevechten in Syrië. Hij is niet alleen maar brengt een mysterieuze vrouw mee. Gelijktijdig heeft het dorp te maken met een reeks vreemde verdwijningen.

## Rolverdeling
| Acteur                 | Personage |
| ---------------------- | --------- |
| Salha Nasraoui         | Aïcha     |
| Mohamed Hassine Grayaa | Brahim    |
| Malek Mechergui        | Mehdi     |
| Adam Bessa             | Bilal     |
| Dea Liane              | Reem      |
| Rayen Mechergui        | Adam      |
| Chaker Mechergui       | Amine     |

## Productie
De speelfilm, gebaseerd op Joobeur's korte film, ging in 2021 in ontwikkeling, met de werktitel Motherhood. Joobeur nam deel aan het Sundance Screenwriters 'Lab op het Sundance Film Festival 2021, waar ze de Sundance Institute/NHK Award van US$ 10.000 ontving voor de productie van de film.
De opnames begonnen in 2022 in Tunesië. In december 2023 won de film een postproductiesubsidie van € 30.000 in het Atlas Workshops-programma op het Internationaal filmfestival van Marrakesh.

## Release
Mé el Aïn ging op 22 februari 2024 in première op het Internationaal filmfestival van Berlijn in de competitie voor de Gouden Beer.

## Prijzen en nominaties
De belangrijkste:
| Jaar | Prijs                                   | Categorie   | Genomineerde(n) | Uitslag     |
| ---- | --------------------------------------- | ----------- | --------------- | ----------- |
| 2024 | Internationaal filmfestival van Berlijn | Gouden Beer | Meryam Joobeur  | Genomineerd |